# Etmopterus unicolor
Etmopterus unicolor är en hajart som först beskrevs av Engelhardt 1912.  Etmopterus unicolor ingår i släktet Etmopterus och familjen lanternhajar. IUCN kategoriserar arten globalt som otillräckligt studerad. Inga underarter finns listade i Catalogue of Life.